# Prinses Catharina-Amaliaplein
Het Prinses Catharina-Amaliaplein oftewel het Amaliaplein is een plein in het centrum van Almelo. Het werd in het najaar van 2008 vernieuwd en op 13 december 2008 heropend. Er staat sindsdien een bioscoop aan het plein, naast allerlei horecagelegenheden.